# Gasthof Klement (Isen)

Gasthof Klement

Festsaal

Der Gasthof Klement ist ein denkmalgeschützter Gasthof mit Kleinkunstbühne in Isen, einem Markt im oberbayerischen Landkreis Erding.

## Geschichte
Das dreigeschossige Gebäude wurde 1878 für die Isener Brauerei Ringler (vormalig Bründlbräu) erbaut. Später war es als Gasthaus Strohhammer und Gasthof Silbernagel bekannt. 1925 wurde das Gebäude erweitert mit einem großen Saal, der nach wie vor für Veranstaltungen genutzt wird. Seit Anfang der 1970er Jahre ist das Gebäude als Gasthof Klement bekannt.

## Baubeschreibung
Der Gasthof in der Münchner Straße 3 in Isen ist unter der Aktennummer D-1-77-123-19 als denkmalgeschütztes Baudenkmal verzeichnet. Die Beschreibung in der Denkmalliste lautet: 
Gasthaus: Dreigeschossiger Walmdachbau mit Putzgliederung, drittes Viertel 19. Jahrhundert; angefügter Festsaal von 1926. 
Der Festsaal im weitgehend original erhaltenen Art-déco-Stil bietet 300 Personen Platz, neben der Nutzung als Kleinkunstbühne finden hier Hochzeiten, Theateraufführungen und größere Feste statt.

## Trivia
Mitte der 1980er Jahre wurde in der Gegend die Serie Irgendwie und Sowieso gedreht. So feiert in der Folge „Sir Quickly und die Frauen“ Sir Quickly seinen Geburtstag im beeindruckenden Festsaal des Gasthofs. Entstanden sind hier ebenfalls Szenen zu Trautmann (2018) von Markus H. Rosenmüller und die Hochzeitsszenen aus Der schönste Tag im Leben (1996) mit Martina Gedeck. Auch die Serien Forsthaus Falkenau, Der Alte und Tatort nutzten jeweils für einzelne Einstellungen den historischen Theatersaal als Kulisse.